# Guillaume Amontons
Guillaume Amontons (31. srpna 1663 Paříž – 11. října 1705 Paříž) byl francouzský vynálezce vědeckých přístrojů a fyzik. Byl jedním z průkopníků studia problému tření. Je rovněž znám díky svým pracím v oboru termodynamiky a návrhem koncepce absolutní nuly.

## Životopis
Narodil se v Paříži, v rodině právníka původem z Normandie, který se přestěhoval do francouzského hlavního města. Když byl ještě mladý, ztratil sluch, což ho mohlo motivovat k tomu, aby se plně zaměřil na vědu. Podle jeho životopisce Bernarda de Fontenelle jej studium perpetua mobile přesvědčilo o důležitosti studia strojů z matematického hlediska. Nikdy nenavštěvoval univerzitu, ale mohl studovat matematiku, přírodní vědy a nebeskou mechaniku. Věnoval se rovněž studiu kreslení, měřičství a architektury. Zemřel v Paříži ve věku 42 let.

## Práce

### Vědecké přístroje
Jeho příspěvek v oblasti vědeckých přístrojů zahrnuje mimo jiné vylepšení barometru (1695), vlhkoměru (1687) a teploměru (1695), a sice zejména pro jejich využití na moři. Sestavil rovněž optický telegraf a navrhl používání svých vodních hodin pro námořní chronometr, který sloužil k určování polohy lodi v oceánu.

### Termodynamika
Amontons zkoumal vztah mezi tlakem a teplotou v plynech, ačkoli postrádal přesné a precizní teploměry. Přes určitou nepřesnost jeho měření, která z toho plynula, stanovil, že tlak plynu se mezi teplotou chladu a bodem varu vody zvyšuje zhruba o jednu třetinu. To byl podstatný krok směrem k následným termodynamickým zákonům probíhajícím v ideálním plynu, a zejména pak ke Gay-Lussacovu zákonu. Jeho práce ho přivedla ke spekulacím, že dostatečné snížení teploty povede k vymizení tlaku. Přestože se přiblížil k objevu absolutní nuly – teoretické teploty, o kterou se sníží objem vzduchu v jeho plynovém teploměru na nulu (což odhadl na −240 °C), vlastní objev si připsal až téměř o 150 let později skotsko-irský fyzik William Thomson (lord Kelvin).
Guillaume Amontons je rovněž vynálezcem horkovzdušného motoru. V roce 1699 sestrojil svůj první motor – o více než století dříve než známý Stirlingův motor. Tento stroj, který Amontons pojmenoval „ohnivý mlýn“ (moulin à feu), pracoval v novém termodynamickém cyklu, který se později stal známým jako Stirlingův cyklus.
Ohnivý mlýn je zařízení, které k výrobě hnací síly využívá rozpínání a smršťování ohřátého vzduchu. Vypočítaný výkon Amontonsova ohnivého mlýna byl 39 HP, což se rovnalo výkonu těch nejvýkonnějších horkovzdušných motorů 19. století (s výjimkou Ericssonova „tepelného motoru“). Hlavním rozdílem mezi Amontonsovým motorem a horkovzdušnými motory 19. století byla povaha pístu (Amontons používal vodu) a použití rotačního pohybu místo střídavého pohybu.

### Tření

Silový obrazec hranolu (cihly) na nakloněné rovině (block on a ramp) a samotného hranolu (just the block). Šipky jsou vektory, jež označují směr a velikost sil. N je dostředivá síla, mg je gravitační síla a F_{f} je třecí síla.

V roce 1699 Amontons publikoval znovuobjevení zákonů tření, které poprvé nastínil již Leonardo da Vinci. Ačkoli byly přijaty s jistou dávkou skepticismu, jejich platnost ověřil v roce 1781 Charles-Augustin de Coulomb. Za tento přínos byl Amontons profesorem mechaniky tekutin a tribologie na univerzitě v Leedsu Duncanem Dowsonem označen jedním z 23 „Mužů tribologie“.

#### Amontonsovy zákony tření
Amontonsovy zákony tření:
1. Velikost třecí síly je u kinematického tření přímo úměrná kolmé tlakové síle {\displaystyle F_{\mathrm {n} }} (nebo {\displaystyle N}). (1. Amontonsův zákon)
2. Velikost tření nezávisí na velikosti stykové plochy (pokud stykový tlak nepřestoupí pevnostní meze materiálů). (2. Amontonsův zákon)
3. Tření za pohybu (přesněji velikost třecí síly u kinematického tření) není závislé na rychlosti. (Coulombův zákon tření)

Tyto 3 zákony platí pouze pro smykové tření, které se v technické praxi nazývá také „suché“ tření. Přidání tekutého maziva totiž významně mění třecí vlastnosti těles.
Klasickým příkladem těchto zákonů je cihla spočívající na nakloněné rovině, kde je v rovnovážné poloze, a tedy nehybná. (Výslednice všech sil působících na těleso je při ní nulová a výsledný moment všech sil je také nulový.) Proti gravitační síle působí klidové tření, ale když se začne zvětšovat úhel náklonu roviny, počne se cihla posléze pohybovat směrem dolů, protože gravitace překonává odpor tření.

## Pocty
- Člen Francouzské akademie věd (1690)
- Je po něm pojmenován kráter Amontons na Měsíci.